# Fierce People
Fierce People (bra: Sociedade Feroz; prt: Gente Estranha) é um longa-metragem de drama e suspense independente de 2005 e uma adaptação fílmica do romance de mesmo nome de 2002 de Dirk Wittenborn. Dirigido por Griffin Dunne, e estrelado por Anton Yelchin, Diane Lane, Kristen Stewart, Chris Evans, e Donald Sutherland. Foi lançado em DVD no Brasil, em 2007.

## Sinopse
Finn Earl (Anton Yelchin) é um jovem de 16 anos que  deseja passar o verão com seu pai, um antropólogo que está numa tribo de índios na América do Sul. Ao tentar ajudar sua mãe, Liz (Diane Lane), uma massagista dependente de drogas, Finn é preso. Para tentar reorganizar sua vida Liz decide se mudar para a casa de campo de Ogden C. Orborne (Donald Sutherland), um milionário que foi seu cliente tempos atrás. Lá Finn se apaixona pela neta de Ogden, Maya (Kristen Stewart) e, aos poucos, recupera a confiança na mãe, que batalha pra se livrar do uso das drogas.

## Elenco
- Diane Lane: Liz Earl
- Anton Yelchin: Finn Earl
- Donald Sutherland: Ogden C. Osborne
- Chris Evans: Bryce
- Kristen Stewart: Maya
- Elizabeth Perkins: Sra. Langley
- Paz de la Huerta : Jilly
- Christopher Shyer : Dr. Leffler
- Blu Mankuma : Gates
- Garry Chalk : McCallum
- Ryan Mcdonald : Ian
- Dexter de Bell : Marcus Gates
- Kaleigh Dey : Paige
- Aaron Brooks : Giacomo
- Teach Grant : Dwayne

## Produção
Partes do filme foram filmadas em locações na Colúmbia Britânica, no Canadá e Hatley Castle.

## Recepção

### Resposta da crítica
Fierce People recebeu críticas negativas.
O filme ocupa atualmente a 24% rating 'podre' no Rotten Tomatoes, com o consenso, "A premissa de Fierce People de um adolescente estudando pessoas ricas como animais é ralar e de auto-satisfação e desempenho presunçoso de Anton Yelchin torna o filme ainda mais difícil de concordar".

### Bilheteria
O filme recebeu um lançamento limitado e arrecadou 85,410 nas bilheterias dos EUA.